# New Morning Bath
New Morning Bath est un film américain en noir et blanc, sorti le 7 avril 1900.